# Bob Godfrey
Roland Frederick Godfrey (27 de mayo de 1921 - 21 de febrero de 2013), conocido como Bob Godfrey, fue un animador británico, cuya carrera abarcó más de cincuenta años. Sus trabajos más conocidos son las series de dibujos animados para niños "Roobarb" (1974), "Noah and Nelly in... SkylArk" (1976-77) y "Henry's Cat" (1983-93); así como los anuncios de las galletas de chocolate Trio mostrados en el Reino Unido a principios de la década de 1980. Sin embargo, también produjo en 1975 una película ganadora de los premios BAFTA y Óscar, el cortometraje animado Great, una biografía humorística de Isambard Kingdom Brunel. Otras nominaciones a los Premios de la Academia recibidas fueron por "Kama Sutra Rides Again" (1971), "Dream Doll" (1979), con Zlatko Grgic, y "Small Talk" (1994), con el animador Kevin Baldwin.

## Vida y carrera
Godfrey nació en West Maitland, Australia, pero sus padres, de nacionalidad británica, regresaron a Inglaterra cuando aún era un bebé. Asistió a la escuela en Ilford (Essex) y a la Leyton Art School, y trabajó primero en Lever Brothers como artista gráfico durante la década de 1930. Durante la Segunda Guerra Mundial sirvió en los Royal Marines, y estuvo involucrado en el desembarco de Normandia.

### Carrera temprana
Godfrey fue contratado por el Larkins Studio en 1950, donde trabajó con Peter Sachs antes de partir para fundar con Keith Learner y Jeff Hale la productora Biographic, a la se unieron más adelante Nancy Hanna y Vera Linnecar en 1957. La compañía, creada para filmar anuncios para ser emitidos por la ITV, fue responsable del primer anunció animado que se mostró en la cadena de televisión. Mientras aún trabajaba en Larkins, Godfrey realizó Big Parade (1952) y Watch the Birdie (1954) -una película inspirada en una pintura de Paul Klee-, ambas filmadas en el sótano de su apartamento.

### Década de 1960
Posteriormente, Godfrey filmó "Do It Yourself Cartoon Kit" (1961), que satiriza la animación y la publicidad comercial. El uso de diferentes formas animadas, materiales y técnicas la convierte en una de sus películas más emocionantes de ver. El uso de animación recortada apoyada por la voz de un narrador es anterior al uso de esta técnica por parte de Terry Gilliam, y la película a menudo se acredita erróneamente como producida por el propio Gilliam. Michael Bentine intervino como narrador de la película, y trabajó con Godfrey en varias películas y anuncios.
El trabajo animado de Godfrey durante las décadas de 1950 y 1960 continuó apareciendo en anuncios de televisión, pero en 1964 fundó su propia compañía (Bob Godfrey's Movie Emporium) para desarrollar sus propios proyectos creativos, incluidos los dibujos animados para niños. También fue responsable de varias caricaturas ligeramente subidas de tono que satirizaban los hábitos sexuales británicos, como "Henry 9 To 5", que también recibió un premio BAFTA en 1971. También animó la sátira "Alf, Bill and Fred".
Además de la animación, produjo anuncios con imágenes reales y cortometrajes. Varios de ellos fueron protagonizados por el artista Bruce Lacey, quien apareció en Battle of New Orleans y The Hanging Tree. Su interés en la acción en vivo incluyó una serie de apariciones en anuncios dirigidos por él mismo y papeles menores, incluidas las películas de The Beatles Help! (1965) y Casino Royale (1967). En 1965 animó cuatro episodios de The Beatles, una serie animada de televisión protagonizada por la banda pop, que había sido subcontratada a diferentes estudios. Godfrey también trabajó como asesor no acreditado en Yellow Submarine (1968).

### Década de 1970
"Kama Sutra Rides Again" (Kama Sutra Cabalga de Nuevo) (1971) fue seleccionada por Stanley Kubrick para su proyección junto con el estreno en el Reino Unido de su película La naranja mecánica. Godfrey señaló que "Todos los que trabajaban en las películas sabían que Kubrick solo te llamaba para darte una patada, así que cuando me di cuenta de que me llamaba para hacerme un favor, casi se me cae el teléfono".
En 1974 produjo "Do-It Yourself Film Animation Show" que se transmitió en la BBC1 y promovía el interés de los niños por la animación. Cada episodio presentaba a animadores profesionales hablando sobre su trabajo y sobre diferentes técnicas de animación. Entre los invitados figuraron Richard Williams y Terry Gilliam. Posteriormente, la serie ha sido reconocida por una nueva generación de animadores, incluido Nick Park, como una influencia significativa para dedicarse a realizar películas animadas. Tanto para Roobarb (1974-1975) como para "Noah and Nelly in... SkylArk" (1976-1977), se contó con la voz de Richard Briers.
Fue el director del cortometraje Great (1975), una mirada humorística a la vida y obra del ingeniero victoriano Isambard Kingdom Brunel. La película combinó animación con algunas secuencias de acción en vivo. Richard puso la voz a Brunel. En 1976, Great se convirtió en la primera película británica en ganar el Óscar al mejor cortometraje animado.
En el documental de Thames Television "The Thief Who Never Gave Up" (El ladrón que nunca se rindió), transmitido a finales de la década de 1980, el animador Richard Williams atribuye a Godfrey el impulso inicial de su carrera: "Bob Godfrey me ayudó... Trabajé en su sótano y recibía un pago en especie, porque me dejaba usar la cámara... [era] un sistema de trueque".

### A partir de 1980
"Henry's Cat" (El gato de Henry), creada por Stan Hayward y animada y narrada por Bob Godfrey, se proyectó por primera vez el 12 de septiembre de 1983.
Bob Godfrey fue galardonado con un MBE en 1986 y recibió el 18 de noviembre de 2007 el recién establecido Lifetime Achievement Award en el Festival de Animación de Bradford, que incluyó una retrospectiva de sus películas. Sus producciones posteriores incluyeron sátiras sociales y políticas basadas en el trabajo de Steve Bell, como Beaks to the Grindstone y A Journalist's Tale. Volvió a trabajar con Bell en la serie  "Margaret Thatcher: Where Am I Now?" (Margaret Thatcher: ¿Dónde estoy ahora?). Apareció en varios programas y documentales sobre animación, incluido el documental de la BBC 2 The Craftsmen y la serie documental Animation Nation, emitida en la cadena BBC Four en 2005. También enseñó animación en el West Surrey College of Art and Design (actualmente University for the Creative Arts).
Mantuvo una larga asociación con el Royal College of Art. En 1985, bajo su dirección y la de Dick Taylor, la disciplina denominada "Animación" se convirtió en un curso separado, con sus primeros estudiantes graduados en 1987. Godfrey fue nombrado Senior Fellow en 1989. En declaraciones al diario The Guardian en 2001, dijo: "Enseño los conceptos básicos de animación, pero luego depende de cada individuo. Los grandes ilustradores no siempre son grandes animadores. He conocido a personas que no sabían dibujar y que eran grandes animadores. Siempre puedes identificar a los que tienen verdadero talento, porque no te escuchan." Godfrey recibió un premio Lifetime Achievement Award en el Festival Mundial de Cine de Animación - Animafest Zagreb en 1992.

### Muerte
Bob Godfrey murió el 21 de febrero de 2013. Tenía 91 años.

## Premios y distinciones
Premios Óscar
| Año  | Categoría                  | Película   | Resultado |
| ---- | -------------------------- | ---------- | --------- |
| 1994 | Mejor cortometraje animado | Small Talk | Nominado  |

- Recibió la Orden del Imperio Británico en junio de 1986.[20]